# Battaglia di Gasr Bu Hàdi
La battaglia di Gasr Bu Hàdi fu un combattimento durante la colonizzazione italiana della Libia. Fu la peggiore sconfitta italiana dalla battaglia di Adua.

## Storia
Nel pomeriggio del 28 aprile 1915, il colonnello Antonio Miani marciò fuori dal campo Sirte per attaccare il campo Senussi a Gasr Bu Hàdi, a sud di Sirte. La sua colonna composta di 84 Ufficiali, 900 soldati italiani (un battaglione del 2º Reggimento Bersaglieri "Governolo", due compagnia del 57º Fanteria, due batterie di artiglieria) 2175 ascari (3º , 4º e 13º Battaglione ascari libico, 15º Battaglione ascari eritreo), fu supportata e coperto da quasi 3 000 irregolari libici sotto il comando di Ramadan Sewehli e altri capi tribali. Sewehli, dopo aver combattuto gli italiani nel 1911-12, collaborò con loro per un po', ma fu poi incarcerato per tendenze Senussi. Miani pensava di potersi fidare di lui.
Alle 07:00 del 29 aprile 1915 la colonna italiana che aveva pernottato al pozzo di Bu Scenaf, si mosse. Alle ore 9.30 a.m. le bande di Misurata e Tarhuna segnalarono di aver avvistato le forze nemiche. Alle 10.30 iniziò la battaglia. Dall'inizio della battaglia le bande irregolari, a parte la banda di Zliten comandata da Mohammed Feuzy Bey, si rifiutarono di obbedire agli ordini. Durante l'azione, tutti gli effettivi del II battaglione, comandato dal tenente colonnello Cesare Pirzio Biroli si ritrovarono tutti impegnati in combattimento, lasciando la colonna senza nessuna riserva. In questo preciso momento un gran numero di cavalieri della banda Tarhuna si gettò sul convoglio attraversando le posizioni della III compagnia con le bandiere tricolori in mano. Quando le bande seppero che gli italiani erano profondamente coinvolti nella battaglia attaccarono la colonna di rifornimenti, al momento praticamente indifesa, e la razziarono. Gli italiani non aprirono subito il fuoco credendoli amici. 5 000 fucili di riserva, milioni di munizioni, diverse mitragliatrici, sei sezioni di artiglieria con abbondanti munizioni e tutti i rifornimenti compreso il fondo della colonna finirono in mano ribelle.

## Conseguenze
I libici con la vittoria, avanzarono verso Misurata. La ritirata italiana divenne una rotta, le guarnigioni abbandonarono le loro postazioni senza difendersi verso la costa. I libici furono presto a Ben Gascir, a 15 miglia da Tripoli. Il 5 luglio fu ordinato un ritiro generale sulla costa. La guarnigione di Tarhuna fu massacrata durante la sua evasione in mare. Mille uomini a Beni Uled si arresero. La guarnigione gariana si ritirò ad Azizia e fu poi costretta a ritirarsi frettolosamente verso Tripoli. Circa 4 500 uomini abbandonarono Misurata per Misurata Marina e Zuwara fu evacuato dal mare. Entro il 1º agosto le uniche città tripolitane ancora detenute dagli italiani erano Homs, Misurata Marina, Tagiura e Tripoli stessa, dove c'erano circa 40 000 soldati a presidiare i nidi di mitragliatrici e il nuovo muro che circondava la periferia esterna.
L'Italia aveva subito la peggiore sconfitta da Adua e la campagna di Tripolitania era quasi tornata al punto di partenza. Dall'agosto precedente gli italiani avevano perso circa 3 000 uomini uccisi, 2 400 prigionieri, trenta pezzi di artiglieria, 15 000 fucili e ingenti quantità di munizioni ed equipaggiamento.